# (2571) Geisei
(2571) Geisei ist ein Asteroid des Hauptgürtels, der am 23. Oktober 1981 vom japanischen Astronomen Tsutomu Seki am Geisei-Observatorium entdeckt wurde.
Benannt wurde er nach dem Standort der Observatoriums, an dem er entdeckt wurde, dem Dorf Geisei in der Präfektur Kōchi.